# Salvinorina A
Salvinorina A é a principal molécula psicoativa encontrada na Salvia divinorum, uma planta originária do México, que tem um longo histórico de uso como enteógeno pelos indígenas xamãs e pelos povos mazatecas.